# KDE e.V.
O KDE e.V. é uma organização registrada sem fins lucrativos que representa as entidades legais e financeiras do projeto KDE. A popularidade crescente do KDE fez necessário o estabelecimento de uma organização que possa lidar com os problemas legais e financeiros enfrentados pelos desenvolvedores do KDE. Em 1997, KDE e.V., sob a legislação alemã para registro de associações. "e.V." representa "eingetragener Verein", que significa "associação registrada".
A associação suporta a inovação e distribuição do KDE em dinheiro, hardware, e outras doações, e depois utiliza as doações para ajudar no desenvolvimento do KDE.